# 수근
수근(본명: 박수근)은 대한민국의 가수이다.
현재 거주지는 서울특별시이다.

## 경력
- 2020년 k combat 세계프로킥복싱무에타이총연맹 홍보위원

## 수상
- 2015년 대한민국 창조문화예술연예대상 가수부문 남자 신인상

## 데뷔
- 2012년 1집 앨범 "아파요"

## 음반
- 2021년 부탁
- 2019년 얄라리 뿜바
- 2016년 알아도 난 모릅니다
- 2012년 아파요